# Манёвры войск Белорусского военного округа 1936 года
Манёвры войск Белорусского военного округа 1936 года — двусторонние оперативно-тактические манёвры войск и сил Белорусского военного округа, которые проводились в первой половине сентября 1936 года в обширном районе восточнее Минска.
Манёвры проводились по плану Генерального штаба РККА и при активном участии его представителей, под руководством командующего Белорусским военным округом командарма 1 ранга И. П. Уборевича, заместителя командующего и начальника политуправления округа армейского комиссара 2 ранга А. С. Булина и начальника штаба округа комдива Б. И. Боброва. В них участвовали крупные соединения механизированных войск и авиации, артиллерия, стрелковые и кавалерийские соединения, парашютные части.

## Цель
На манёврах были наглядно продемонстрированы изменения, происшедшие в организационной структуре, техническом оснащении и боевой подготовке войск и сил. В ходе манёвров разыгрывались крупные сражения танковых и кавалерийских соединений на большую глубину, отрабатывались вопросы форсирования водных преград, десантирования.
Однако в желании гарантированно показать, что РККА в состоянии успешно вести отвечающую требованиям дня «войну моторов» организаторы учений переборщили, превратив их в игру по заранее отработанному сценарию, не способствовавшую приобретению войсками реального боевого опыта. При этом советские военные наработки были показаны потенциальному противнику. «Гитлеровские генералы в своих мемуарах не в состоянии отрицать того, что при создании парашютных войск они использовали наш опыт», — отметил впоследствии маршал А. И. Ерёменко.
Да и саму стратегию глубокой операции (названную «блицкригом») немцы переняли у советской военной науки, которой принадлежал приоритет в разработке и применении принципов и методов глубокого боя. «Опытом этих маневров, к сожалению, воспользовались не только наши командные кадры и войска, но иностранные армии, и прежде всего германский вермахт. Они переняли опыт воздушно-десантных операций и глубоких оперативных ударов подвижных войск с целью окружения важных группировок противника и их уничтожения, тесного взаимодействия подвижных войск и авиации», — сделал вывод А. И. Ерёменко.

## Наблюдатели и гости
На манёврах присутствовали руководящие работники Народного комиссариата обороны, Генерального штаба, члены Центрального комитета Коммунистической партии Белоруссии и правительства Белорусской республики. На манёвры во главе с Наркомом обороны Маршалом Советского Союза К. Е. Ворошиловым прибыли начальник Генерального штаба Маршал Советского Союза А. И. Егоров, Маршалы Советского Союза М. Н. Тухачевский и С. М. Будённый, начальник Управления боевой подготовки РККА командарм 2 ранга А. И. Седякин, начальник Управления воздушных сил РККА командарм 2 ранга Я. И. Алкснис, начальник Автобронетанкового управления командарм 2 ранга И. А. Халепский, заместитель начальника Политического управления РККА армейский комиссар 2 ранга Г. А. Осепян, посреднический аппарат, насчитывавший девятьсот пятьдесят человек начальствующего состава, в том числе сто пятьдесят слушателей военных академий и столько же работников центрального аппарата Народного комиссариата обороны и военных округов.
В качестве гостей были приглашены иностранные военные делегации. В состав делегаций входили:
- От французских вооружённых сил : Заместитель начальника генерального штаба генерал Швейцгут, генерал авиации Вайемен и военный атташе полковник Симон;
- От британских вооружённых сил : Командир 2-й Олдершотской дивизии генерал А. Уэйвел, представитель генерального штаба полковник Мартелл — известный в то время танковый теоретик, а также полковник Виглсворт;
- От чехословацкой армии : Командир 4-го пехотного корпуса генерал В. Лужа.

По мнению кандидата исторических наук А. А. Смирнова, представителей Франции и Чехословакии, накануне (1935 год) заключивших с СССР соответственно пакт и договор о взаимопомощи, следовало убедить в том, что РККА сильна и способна обуздать набиравшую силы Германию. Нарком обороны Союза ССР К. Е. Ворошилов 4 июня 1937 года на заседании Военного совета признал: «Я разрешил провести такое репетированное учение, а потом показать иностранцам — итальянцам, англичанам, французам. Это была моя установка и установка начальника Генерального штаба. В штабе Белорусского военного округа заранее все расписали, расставили и, собственно, не маневры проводили, а очковтирательством занимались, заранее срепетировали учение, демонстрировали его перед иностранцами».

## Силы сторон
| Соединение/Воинская часть              | Руководство                                                        |
| -------------------------------------- | ------------------------------------------------------------------ |
| Управление 3-го кавалерийского корпуса | комдив Д. Ф. Сердич, начальник штаба полковник Э. Б. Гросс         |
| Управление 5-го стрелкового корпуса    | комдив Е. С. Казанский, начальник штаба полковник А. П. Покровский |
| 4-я кавалерийская дивизия              | комбриг Г. К. Жуков                                                |
| 7-я кавалерийская дивизия              | комдив Г. М. Штерн                                                 |
| 4-я стрелковая дивизия                 | комбриг Г. С. Иссерсон                                             |
| 8-я стрелковая дивизия                 | комбриг В. В. Косякин                                              |
| 37-я стрелковая дивизия                | комдив И. С. Конев                                                 |
| 3-я механизированная бригада           | комбриг Н. А. Новиков                                              |
| 4-я механизированная бригада           | комбриг Д. Г. Павлов                                               |
| 21-я механизированная бригада          | полковник С. Д. Бобков                                             |
| 40-я легкобомбардировочная авиабригада | комбриг Я. В. Смушкевич                                            |
| 84-я истребительная авиабригада        | полковник В. И. Адриашенко                                         |
| Части усиления и обеспечения           |                                                                    |

| Соединение/Воинская часть                                  | Руководство                                                            |
| ---------------------------------------------------------- | ---------------------------------------------------------------------- |
| Управление 16-го стрелкового корпуса                       | комдив А. П. Мелик-Шахназаров, начальник штаба полковник В. В. Курасов |
| 2-я Белорусская стрелковая дивизия                         | комбриг М. Л. Полунов                                                  |
| 5-я стрелковая дивизия                                     | полковник Д. Н. Гусев                                                  |
| 81-я стрелковая дивизия                                    | комбриг Н. И. Андросюк                                                 |
| 6-я кавалерийская дивизия                                  | Д. А. Вайнерх                                                          |
| 11-я кавалерийская дивизия                                 | комбриг И. К. Гроссберг                                                |
| 5-я отдельная мехбригада                                   | полковник Л. А. Менджерицкий                                           |
| 1-я танковая бригада Резерва Верховного Главнокомандования | полковник В. В. Фавицкий                                               |
| 52-я легкобомбардировочная авиабригада                     | полковник Е. Ф. Логинов                                                |
| 142-я истребительная авиабригада                           | комбриг Е. С. Птухин                                                   |
| Части усиления и обеспечения                               |                                                                        |

Помимо сил сторон, в распоряжении руководства игрой находились 3-я и 7-я авиадесантные бригады, 114-я штурмовая и 9-я тяжелобомбардировочная авиабригады, эскадрилья средних бомбардировщиков и авиаотряд связи. В общей сложности Белорусский военный округ вывел на манёвры 85 000 человек личного состава войск, 1 136 танков, 580 орудий, 638 самолётов.

## Ход манёвров
Началу манёвров предшествовали напряжённые отрядные учения, начавшиеся ещё 1 августа и продолжавшиеся более месяца. При этом подразделениям было заранее известна боевая задача, что привело к перекосам в подготовке. Так, бойцы «обороняющейся» 37-й стрелковой дивизии, согласно её отчёту от 1 октября 1936 года, весь август рыли различные виды окопов, сооружали командные и наблюдательные пункты, оборудовали СОТ (скрывающиеся огневые точки) и устраивали заграждения, а наступательные действия — способы преодоления и разрушения заграждений, разведку — практически не изучали.
Манёвры начались 7 сентября. В 6 часов утра налётом авиации и разведкой боем «противник» начал военные действия на границе. Одновременно производил подвод и сосредоточение войск к району боевых действий. 8 сентября отрабатывались вопросы сближения войск сторон и атака оборонительной полосы. Утром 9 сентября был применён комбинированный воздушный десант с целью овладеть крупным населённым пунктом, аэродромами противника и важными переправами до подхода к водным рубежам главных сил наземных войск. Для того времени это была беспрецедентная операция: она произвела большое впечатление на наблюдателей и гостей манёвров. Вначале десантировалась 47-я авиационная бригада особого назначения. Затем на аэродромы были доставлены танки, артиллерийские орудия и другая боевая и транспортная техника. В ночь на 10 сентября войска вели боевые действия ночью. В 10 часов 10 сентября был дан отбой манёврам.

## Итоги
Манёвры войск Белорусского военного округа должны были подтвердить высокий уровень развития военного искусства и показать хорошую обученность личного состава. Командиры и штабы должны были умело управлять боем, обеспечивать взаимодействие всех родов войск в быстро меняющейся обстановке. Войскам надлежало продемонстрировать умение смело десантироваться, быстро вступать в бой и решительно вести боевые действия.

### Выступления военно-политического руководства
Перед полуторатысячной аудиторией с приветственными речами и тостами выступили Н. М. Голодед и главы иностранных делегаций. 11 сентября командующий округом командарм 1 ранга И. П. Уборевич сделал обстоятельный разбор манёвров. Выступивший за ним Народный комиссар обороны маршал К. Е. Ворошилов положительно оценил разработанный замысел учений и безупречное руководство манёврами, а также в целом хорошие действия войск и штабов. Он подчеркнул, что эти манёвры являются серьёзной боевой «репетицией» и что Белорусский военный округ с честью выдержал экзамен на зрелость. Вместе с тем К. Е. Ворошилов отметил, что ещё многое предстоит сделать для улучшения организации противовоздушной обороны, организации обороны войск от внезапного нападения, для совершенствования управления войсками и взаимодействия их с военно-воздушными силами. Также Ворошилов сказал, что Белорусский военный округ по праву считается одним из лучших округов в Советском Союзе, а его войска и начальствующий состав являются наиболее квалифицированными, наиболее подготовленными в РККА. Ворошилов назвал Белорусский военный округ «резервуаром» кадров, главным образом из комсостава, людей для других округов. В заключение, нарком призвал к бдительности в связи с нараставшей угрозой войны со стороны германского фашизма и японского милитаризма.

### Торжественные мероприятия по окончании манёвров
Торжественный обед проводился сразу же по окончании учений, до выступлений официальных лиц. Ещё 10 сентября весь начальствующий состав РККА, участвующий в манёврах, а также иностранные делегации присутствовали на обеде, устроенном руководителями партии и правительства Белорусской ССР председателем Совета народных комиссаров Н. М. Голодедом и секретарём ЦК КП(б) Белоруссии Н. Ф. Гикало. Кроме членов ЦК партии и правительства Белоруссии на обеде присутствовал секретарь Калининского обкома партии М. Е. Михайлов и председатель облисполкома В. Ф. Иванов, а также секретарь Западного обкома партии Румянцев и председатель облисполкома Ракитов.
Утром 12 сентября в Минске состоялся парад войск, участвовавших в манёврах. Перед участниками парада и трудящимися Минска выступил Нарком обороны К. Е. Ворошилов. По словам Ворошилова, невзирая на всякого рода начинания в виде разнообразных конгрессов мира, деклараций мира, и прочих начинаний «лучших людей современного человечества», война тем не менее готовится. Но, если в итоге на Советский Союз нападут, предположил Ворошилов, и сам ответил на это предположение: «Мы будем без извинений, без расшаркивания, драться с врагом рабочих и крестьян, врагом трудящихся, так, как никто ещё не дрался».
После выступления Наркома обороны части 2-й, 5-й и 81-й стрелковых дивизий 16-го стрелкового корпуса, 4-й, 8-й и 37-й стрелковых дивизий 5-го стрелкового корпуса, 4-й, 7-й кавалерийских дивизий 3-го кавалерийского корпуса, механизированная и авиадесантная группы прошли торжественным маршем перед трибуной, на которой находились руководители партии и правительства Белоруссии, Народного комиссариата обороны и Генерального штаба, иностранные гости и члены белорусских профсоюзов. После парада были проведены конно-спортивные состязания, на которых своё образцовое мастерство и выучку продемонстрировал командно-начальствующий и рядовой состав кавалерийских частей. Под руководством одного из известнейших советских кавалерийских военачальников — П. А. Белова, были показаны грациозная верховая езда и ряд кавалерийских приёмов на скаку.

## Оценка и обобщение опыта

### Официальная оценка
По официально озвученной оценке руководства манёвров, командиры и штабы авиадесантных частей успешно справились с подготовкой войск к десантированию, уверенно управляли боем после приземления. Войска продемонстрировали умение смело десантироваться, быстро вступать в бой и решительно вести боевые действия.
Однако иностранных наблюдателей отрепетированность действий РККА не впечатлила, а наоборот: «произвела скверное впечатление бросающаяся в глаза на каждом шагу старательная до пунктуальности подготовка маневров. Получалось впечатление, что все делается по заученному, вернее, зазубренному уроку; очень мало инициативы, чересчур пунктуальная выдержка частей».
Подтвердилась правильность основных положений теорий глубокой операции и глубокого боя, и тем не менее, манёвры, проведённые в Белорусском военном округе в 1936 году, стали последними учениями столь крупного масштаба в предвоенные годы.
Позднее по действиям войск на манёврах были сделаны теоретические и практические выводы, сыгравшие большую роль в последующем развитии Вооружённых сил Советского Союза. По этому поводу начальник Генерального штаба маршал А. И. Егоров отмечал, что на основе итогов и результатов манёвров можно сделать ряд ценных тактических и оперативных выводов, особенно в использовании механизированных соединений и конницы. Опыт манёвров был использован при доработке проекта Временного Полевого устава РККА, введённого в действие приказом наркома обороны СССР от 30 декабря 1936 года. По словам участника учений, М. В. Захарова, опыт, приобретённый на манёврах, пригодился в Великой Отечественной войне, в ходе которой он получил своё дальнейшее развитие.

### Экспертная оценка
«Воздушными десантами мы больше занимаем иностранцев, как, например, в БВО, где гостей ради мы заставили т. Уборевича выбросить десант совсем не там, где следовало бы, и не так, как нужно было бы. И все только для того, чтобы товар лицом показать, мало считаясь с поучительностью этих действий для войск», — признал К. Е. Ворошилов ещё на Военном совете при наркоме обороны 19 октября 1936 г.
Таким образом, воздушный десант 9 сентября 1936 года не дал ничего для оценки боеспособности «предрепрессионной» РККА.
Более того: в сам сценарий учений было заложено два серьёзных изъяна, грозивших обернуться провалом воздушно-десантной операции в условиях войны.
1. В отличие от Киевских манёвров, на маршруте в район выброски уже не часть, а все транспортные самолёты с людьми не были обеспечены прикрытием истребителей. Если ТБ-3 с десантом на борту пойдут так, подчёркивал сразу после манёвров, 15 октября 1936 года, на Военном совете при наркоме обороны, начальник ВВС РККА командарм 2 ранга Я. И. Алкснис, «то половина из них будет сбита вместе с людьми» ещё до подхода к месту выброски. Отчет штаба БВО о манёврах от 18 мая 1937 г. был ещё более категоричен: в реальной боевой обстановке истребители противника уничтожат те 50 — 100 тяжёлых бомбардировщиков, которые попытаются днем высадить десант в условиях, аналогичных высадке 9 сентября 1936 г.
2. По сценарию манёвров, сразу после приземления на парашютистов 47-й авиадесантной бригады накинулись штурмовики ССС из 114-й штурмовой авиабригады (комдив А. А. Туржанский) «красных». Всего через три месяца, 2 — 3 декабря 1936 года, экипажи этой бригады, командированные на гражданскую войну в Испанию, пулемётным огнём разгоняли или прижимали к земле и конницу, и пехоту противника, за что испанские республиканцы прозвали ССС с его крыльевой батареей из 4 скорострельных пулемётов ШКАС «расанте» («бритва»). Однако, согласно сценарию Белорусских манёвров, десант, обработанный этими «бритвами», боеспособности «не потерял».
Военная мысль «гения» И. Уборевича родила идею, сделавшую белорусские манёвры 1936-го шагом назад в сравнении с идеями «гения» И. Якира, спланировавшего Киевские манёвры 1935 года: парашютисты прыгали без оружия, а после приземления искали сброшенные отдельно собственные винтовки и пулемёты, которые не были обезличены, потратив на это целый час времени.
47-я авиадесантная бригада продемонстрировала «слабую» тактическую выучку. Тот её батальон, за действиями которого наблюдал начальник Управления боевой подготовки РККА командарм 2 ранга А. И. Седякин, вообще оказался «почти не сколочен и тактически не обучен». Отсутствие выучки, продемонстрированное годом ранее на учениях в Киевском военном округе, проявилось и в Белоруссии: сброшенные с самолётов десантники повели огульное безостановочное — без перебежек, без залеганий, без окапывания, без подготовки броска вперед огнём — наступление на пулемёты противника, шокировав специалистов-наблюдателей. Что и признал К. Е. Ворошилов 15 октября и 19 октября 1936 года на Военном совете: «у нас пока что дело сводится к одному: прыгай, ребята, а там видно будет».